# La Cuesta (León)
La Cuesta es una localidad española del municipio de Truchas (León, Castilla y León). 
La localidad de La Cuesta es la Quintanilla de Suso, de Arriba, que corresponde a la existencia de Quintanilla de Yuso. 
Pertenece a la histórica y tradicional comarca de La Cabrera, situada en plena sierra de la Cabrera Alta.

## Historia
Pascual Madoz, describió esta localidad en el tomo VII del Diccionario geográfico-estadístico-histórico de España y sus posesiones de Ultramar (1846 y 1850):

Lugar en la provincia de León, partido judicial y diócesis de Astorga, audiencia territorial y capitanía general de Valladolid, ayuntamiento de Truchas. Situado en una ladera rodeado de montañas; algo resguardado de los vientos, y con clima sano, si bien padecen algunos reumas y constipados. Tiene iglesia (San Pedro) aneja de Truchas, servida por un coadjuntor. Confina Noroeste Baillo; Suroeste Truchas, y Oeste Ambasaguas e Iruela. El terreno participa de monte y llano, es flojo y produce centeno, lino, patatas y pastos con el beneficio de las aguas del titulado río Eria; cría ganados; caza de varios animales y alguna pesca. Población: 19 vecinos, 121 almas. Contribución con el ayuntamiento.
Pascual Madoz.